# 아스 필랴스 다 망이
《아스 필랴스 다 망이》(포르투갈어: As Filhas da Mãe)는 2001년 방영된 브라질의 텔레노벨라이다.